# Mauricio Hidalgo
Mauricio «Mauri» Hidalgo Torres es un personaje ficticio de la serie de televisión española Aquí no hay quien viva. Es un periodista bastante desconfiado, nervioso y cotilla. 
Durante la primera temporada convivió con su novio Fernando, quien no quería decir públicamente que era homosexual. 
Tras la marcha de él a Londres, lo dejan y convive con su amiga Bea, una lesbiana con la que tiene un hijo por inseminación artificial,con el regreso de Fernando durante la tercera temporada, vuelve con él y se casan.
El actor que lo interpretó en la serie, Luis Merlo, obtuvo numerosos premios y nominaciones.

## Biografía
Mauricio es el hijo de Leonor Torres y Mauricio Hidalgo, teniendo un hermano de nombre desconocido que se menciona en el capítulo "Érase un fin de año". Cuando estudiaba la primaria tuvo una mala relación con una de las profesoras, la señorita Marga. Durante su adolescencia vio a la limpiadora del colegio desnuda y descubre que es homosexual, esto se lo cuenta a su padre, pero no lo comprende al ser bastante tradicionalista y Mauricio decide irse de casa.
Comienza una relación sentimental con Fernando con quien se va a vivir a Desengaño 21, sin embargo, debe esconder al resto su verdadera sexualidad, ya que esto puede provocar que echen a su novio del trabajo. Aunque en el episodio Érase una avería lo hace pública y provoca que le echen, aunque no por su sexualidad, sino por un artículo que Mauricio redactó criticando al bufete. Fernando se marcha a Londres al conseguir un empleo, aunque su novio aparece durante la segunda esporádicamente, manteniendo la relación. Aunque la sigan manteniendo se siente solo y prueba a convivir  con Mariano, pero no sale bien, y lo hace finalmente con Bea, una veterinaria lesbiana quien quiere ser madre. Intenta reconciliarse con su padre tras 16 años sin hablarse, a quien le pide dinero para inseminizar a Bea para tener un hijo, pero no lo comprende y se vuelven a enfadar, finalmente se lo pide a Fernando y tienen a Ezequiel.
Tras dejarlo, comienza una relación con Diego, hermano de Lucía, que conoce en la inauguración del restaurante Come y calla perteneciente a la anterior, Diego se divorcia de Alba, pero la relación dura poco porque se enamora de Abel, canguro de Ezequiel, y se casan. Ejerce como presidente de la comunidad pero ejerce poco porque no quiere serlo haciendo creer a los vecinos que tiene una enfermedad africana, teniendo en realidad sarampión, o no haciendo nada. Fernando vuelve a España y se reconcilian, aunque Diego intenta volver con él. Finalmente se queda con Fernando con el comienza los preparativos de su boda, mientras lo hace descubre que su padre ha fallecido y que su madre tuvo un amante durante su matrimonio, Gonzalo, durante 14 años, con quien luego lo deja y comienza con Mariano, padre del portero, a quien conoció en la boda del hijo de él. Finalmente se casa con Fernando, con quien se marcha a vivir a casa de su madre tras el desalojo del inmueble debido a una plaga de termitas.
Actualmente, Mauri sigue con Fernando en un nuevo edificio, compartiendo rellano con Bea y Ana.

## Personalidad y relación con otros personajes
Mauri es cariñoso, cotilla, nervioso y muy desconfiado de su pareja, llegando a decir sobre él que era un bisexual oculto, aunque en realidad fuese por su atractivo. Es periodista de profesión. Su relación con Mariano siempre ha sido conflictiva. Con él convivió en su casa durante poco tiempo, ya que tuvo que echarle a casa tras llamar a la policía, además cambió los botes de semen estando a punto de dejar embarazada a Ana, la novia de Bea.

## Creación y concepción
Cuando Antena 3 informa a José Luis Moreno que acepta hacer la serie, sus sobrinos, Alberto y Laura Caballero, pensaron en la creación de una pareja homosexual, los creadores no querían que los personajes parecieran "locazas", cosa que también temían los directivos de la cadena, aunque los creadores les explicaron que el personaje no era así. El elegido para interpretarlo fue Luis Merlo quien no quiso interpretar a su personaje burlándose de la condición sexual homosexual al parecerle un insulto retratar a los personajes con caricatura.

## Recepción
Luis Merlo por su interpretación ha ganado un premios ATV al mejor actor, 3 Premios Gayo al mejor actor en una serie de televisión y un Premio de la Unión de Actores al mejor actor secundario. Además ha estado nominado a tres TP de Oro al mejor actor, y ha tenido otra nominación en los Gayo. Algunas publicaciones de temática homosexual como Shangay Express y Odisea elogiaron que tanto Luis Merlo como Adrià Collado interpretaran con normalidad a los personajes. Collado también afirmaría que los dos personajes fueron bien aceptados por el público, aunque el episodio «Érase una luna de miel», en el que los dos personajes iban a adoptar un niño, levantó algo de polémica. Incluso ayudó a aceptar mejor la homosexualidad en bastantes ciudadanos. El motivo de la crítica hacia el episodio por parte la plataforma ciudadana HazteOir.org se debió a la frase de uno de los personajes: «¿Iréis a la manifestación que han convocado los gais frente a los curas? Ya veréis que emocionante», la plataforma solicitó a la cadena que concediera un espacio en horario de máxima audiencia a los organizadores de la manifestación en contra de los matrimonios entre personas del mismo sexo.

## Adaptaciones a otros medios
La serie ha sido adaptada a varios medios, aunque los personajes suelen diferir en ciertos aspectos. En la versión chilena, el personaje fue interpretado por César Sepúlveda, en la argentina por Héctor Díaz (aunque el personaje recibe el nombre de Alan), en la colombiana por Patrick Delmas, quien tuvo un ataque de nervios porque además de rodar de siete de la mañana a seis de la tarde, en la portuguesa por Luís Gaspar (aunque el personaje recibe el nombre de Gustavo), en la griega por Haris Asimakopoulos (aunque el personaje recibe el nombre de Mark), en la francesa por Matteo Vallon (aunque el personaje recibe el nombre de Rémi).